# Museo de la Técnica de Manresa
Das Museu de la Tècnica de Manresa (amtlich katalanisch; spanisch Museo de la Técnica de Manresa; deutsch Technisches Museum von Manresa)  befindet sich in den Gewölben des alten Wasserreservoirs, in denen das Wasser aus dem Bewässerungskanal in der Stadt Manresa (Barcelona) gesammelt und gespeichert wurde. Die Anlage verfügt über drei große Reservoirs, die zwischen 1861 und 1865 aus Stein gebaut und jetzt vollständig restauriert wurden. Sie beherbergen einen Mehrzweckraum und zwei Dauerausstellungen, von denen eine der Acequia de Manresa (Séquia) und die andere der Welt des Bandes gewidmet ist.
Die drei ehemaligen Wasserreservoirs fassten 12.000 m³ Wasser und waren von dem Ingenieur Enrique León entworfen und von dem Baumeister Marià Potó gebaut worden. Das Gebäude besteht aus drei gleichartigen Speicherräumen, von denen jeder 19,78 Meter breit und 8,50 Meter hoch ist. Die Decke jedes Raumes besteht aus zwei Steingewölben, die auf den Begrenzungswänden ruhen, und einer Reihe von Bögen und zentralen Säulen.
Das Technikmuseum möchte die Hauptmerkmale der Wirtschaftsgeschichte der Stadt hervorheben, die dazu geführt haben, dass sie sich vom Rest des Landes unterscheidet. Die zwei grundlegenden Tatsachen der Wirtschaftsgeschichte von Manresa sind:
- Durch den Bau der Wasserkanäle im 14. Jahrhundert konnte seit dem Mittelalter die landwirtschaftliche und sonstige Produktion der Stadt und der Umgebung gesteigert werden. Im Gegensatz zum Rest des trockenen Zentralkatalonien wurde dadurch Landwirtschaft mittels künstlicher Bewässerung möglich.
- Die Industrialisierung, beispielhaft für einen für die Stadt sehr typischen Sektor, die Welt von La Cintería, insbesondere für die Bandwerkstätten, die die dortige Industrie charakterisieren und sie bis heute als spezialisiertes Zentrum auf dem spanischen Markt platzieren.

## Die Dauerausstellungen

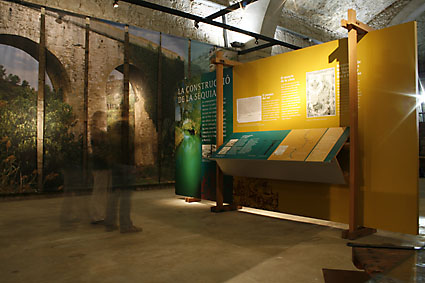
Ausstellung „Wasser und die Garben“

In diesem Raum gibt es eine Sammlung, die die Arbeit der Acequia aus historischer Perspektive als eine großartige Arbeit der mittelalterlichen Technik erklärt und in der die großen Vorteile für Manresa und La Plana del Bages gezeigt werden.

### Der Textilgürtel

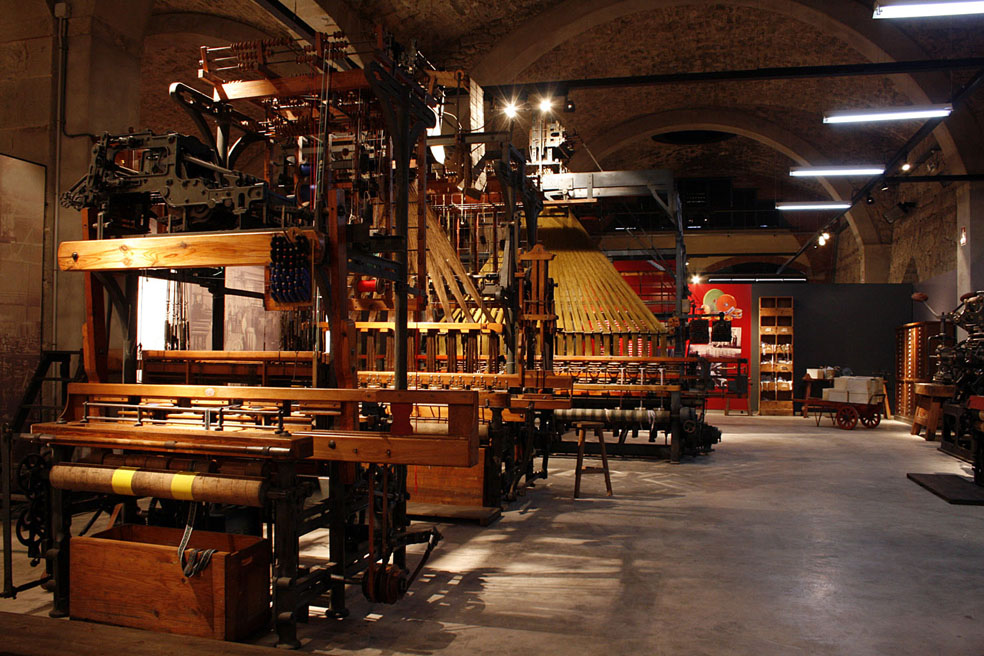
Ausstellung über Textilgürtel

Manresa war und ist die Hauptstadt des Gürtels in Katalonien und Spanien.
Die Museumsausstellung gibt einen vollständigen Überblick über die Welt der Gürtelherstellung, die eine Vielzahl von Produkten umfasst, die auf Textilteile angewendet werden: Bänder und alle Arten von Textilprodukten, die als komplementär bezeichnet werden, wie z. B. Militärgeflechte, Quasten usw.
Die Bereiche, in die die Ausstellung unterteilt ist, sind:
- Die Seide
- Gürtelteile und Zubehör
- Die geflochtenen Gürtel (Geflecht)
- Die Bänderfabrik
- Der Gürtel im 21. Jahrhundert